# ISO/IEC 80000
ISO 80000 ou IEC 80000 é uma norma que depende de dois padrões internacionais (Organização Internacional para Padronização e Comissão Electrotécnica Internacional). Esta é, em cada respectiva parte de um estilo, implementada para o uso de grandezas físicas e unidades de mensura; além de ter suas fórmulas envolvidas em documentos científicos e educacionais no mundo. Em muitos países, as notações usadas na matemática e nos manuais de ciência nas escolas e universidades acompanham as orientações dadas por esta norma.
A família de padrões da ISO/IEC 80000 estava completa com a publicação da Parte 1, em novembro de 2009. A introdução dos estados da Parte 1: "O sistema de quantidades, incluindo as relações entre eles e as quantidades usadas, baseadas nas unidades do SI, é nomeado Sistema Internacional de Quantidades, denotado 'ISO', em todos os idiomas."